# Gamala

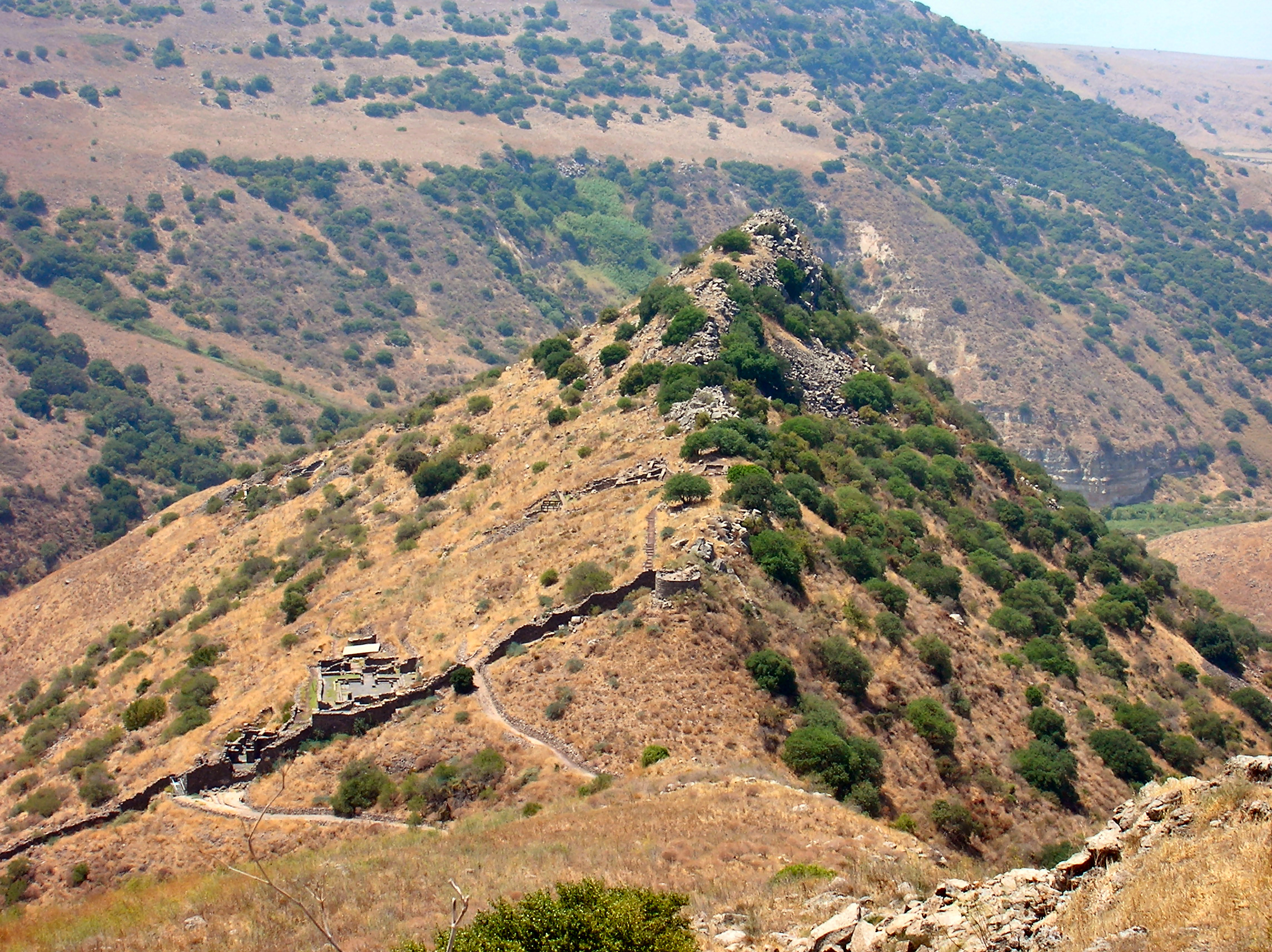
Gamala

Gamala fou una ciutat de Palestina esmentada per Flavi Josep com a cap del districte de Gamalitis o Gamalítica dins la regió de Gaulanítide. Era situada en una posició rodejada de muntanyes, una de les quals servia de ciutadella. Les cases estaven construïdes als vessants i semblaven flotar a l'aire. El seu nom de Gamala deriva de "gamal", paraula semítica per "camell", ja que està situada a una muntanya en forma de camell. Estava situada al nord del riu Yarmuk i el seu territori feia una falca cap a la Decàpolis, deixant a l'oest Hippos i a l'est Dion.

## Història
Fou ocupada per l'asmoneu Alexandre Janeu, rei dels jueus a principis del segle i aC. Després va quedar dins els dominis romans i quan va esclatar la rebel·lió dels jueus es va mantenir fidel a Roma per influència de Felip, lloctinent (eparchos) del rei Herodes II Agripa, però al final es va revoltar i Flavius Josefus, historiador i comandant jueu hi va instal·lar una guarnició essent la posició més forta de la zona. Quant el rei Herodes, aliat de Roma, la va voler ocupar, va perdre set mesos en un setge dirigit per Equiculus Modius que no va reeixir. Vespasià la va ocupar l'any 68 i els quatre mil sobrevivents foren assassinats (cinc mil altres es van suïcidar tirant-se des del cim del penya-segat al buit). El lloc va quedar abandonat per segles.
En el segle xix l'anglès lord Lindsay la va redescobrir al lloc d'Al-Hosn, entre el llogaret de Feik i la riba del llac Tiberíades. Entre les restes d'edificis es troba la sinagoga i els banys jueus.

## Teoria de Robert Ambelain
Segons Robert Ambelain Gamala fou la ciutat natal de Jesús de Natzaret. Aquest autor defensà que Natzaret no existia en temps de Jesús i que aquest nom significa ciutat dels purs apel·latiu molt més apropiat per Gamala. Robert també creia que el nom de Gamala fou canviat en els evangelis pel nom de Natzaret per ocultar el veritable origen de Jesús. Segons Lluc, Natzaret es trobava en un lloc abrupte amb penya-segats, fet que no es correspon amb el Natzaret actual que és en un lloc pla.
Un altre detall que reforça la teoria de Robert es troba en l'Evangeli de Marció on ens diu:
- En el quinzè any del regnat de Tiberi, Jesús baixà del cel a Cafarnaüm…

Segons Robert, Tertulià va canviar el text original que segons ell, seria:
- En el quinzè any del regnat de Tiberi, Jesús baixà de Gamala a Cafarnaüm...

Aquest text seria més coherent amb la geografia del lloc, on Gamala queda per sobre de Cafarnaüm.
Per Robert aquest detall recolza l'origen natal de Jesús.

## Actualment
Dins el Golan siri, fou ocupada per Israel el 1967 i des del 1970 ha estat excavada per S.Gutman per compte de l'Autoritat d'Antiguitats d'Israel.